# Distretto di Farrukhabad
Farrukhabad è un distretto dell'India di 1 577 237 abitanti. Capoluogo del distretto è Fatehgarh.